# Dubova (okręg Mehedinți)
Dubova – wieś w Rumunii, w okręgu Mehedinți, w gminie Dubova. W 2011 roku liczyła 410 mieszkańców.